# Eudald Serra i Güell

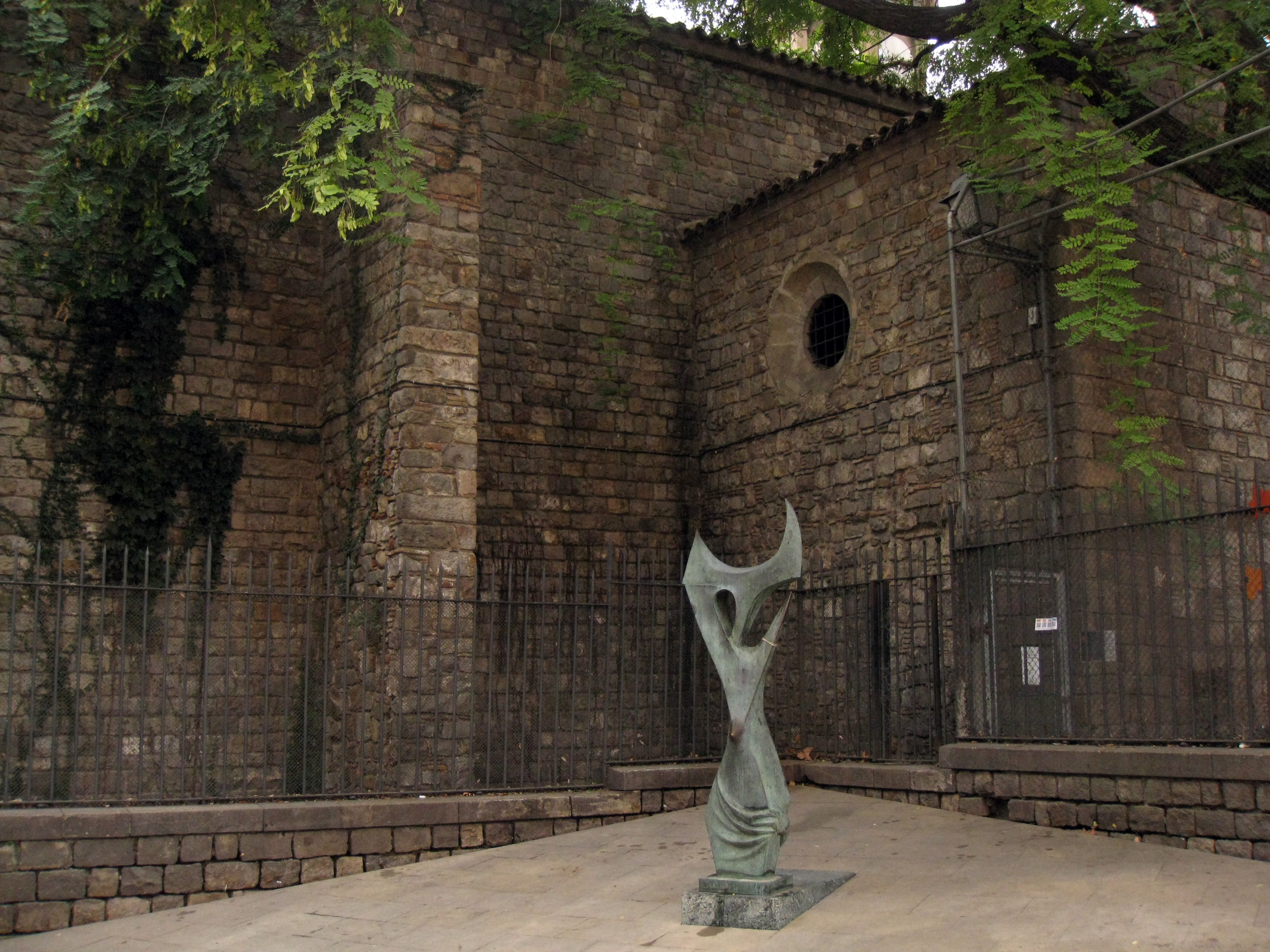
Escultura A Margarita Xirgu (1988) d'Eudald Serra

Eudald Serra i Güell (Barcelona, 1911-2002) era un escultor català cabdal, pioner de l'avantguarda escultòrica catalana de postguerra. Deixeble d'Àngel Ferrant, es donà a conèixer a l'escandalosa exposició de l'ADLAN (grup ADLAN, Amics de l'Art Nou) a la Llibreria Catalònia Arxivat 2010-11-17 a Wayback Machine. del 1935. D'estil surrealista, es mogué entre l'organicisme de Hans Arp i els muntatges de Juli González. Visqué un temps al Japó, treballant a la seva tornada en un estil d'inspiració oriental. Els anys 1950 conreà una escultura no figurativa d'estructura orgànica, amb superfícies guerxes amb gran profusió de buits. Treballà com a ceramista amb Josep Llorens i Artigas. Moltes de les seves obres estan desaparegudes o sense localitzar. Tanmateix, algunes d'aquestes i algunes de les que sobreviuen es poden veure reproduïdes al catàleg de l'exposició retrospectiva al Palau de la Virreina de Barcelona, tot i que no recull algunes de les obres monumentals (potser les més emblemàtiques) a espais públics. Una de les seves escultures, Vaca, es pot veure en el Museu d'escultures a l'aire lliure de Monistrol de Calders (el Moianès); abans, aquesta escultura era a la finca El Pedregar, de Bellaterra, pertanyent a Fèlix Estrada Saladich, el fundador de Mobles La Fàbrica.
També fou conegut per la seva col·laboració com a etnòleg amb el Museu Etnològic de Barcelona, pel qual feia escultures antropològiques, i la seva contribució a crear la col·lecció d'art no Europeu més gran de Catalunya, el Museu d'Art no Europeu o col·lecció etnològica de la Fundació Folch, fundat pel mecenes i col·leccionista Albert Folch i Rusiñol (1922- 1988).

## Escultures a espais públics
- A Margarida Xirgu[Enllaç no actiu], escultura dedicada a la gran actriu de teatre Margarida Xirgu a la plaça del Canonge Colom, al Raval (Barcelona), davant del teatre Romea. Lliurat per l'escultor el 1988. A terra prop de l'escultura hi ha la inscripció: "A la gran Margarita Xirgu, actriz de inmaculada historia artística, lumbrera del teatro español y admirable creadora", de Federico García Lorca.
- El Treball (1961), de bronze, a la plaça Carles Buïgas, a Montjuïc (Barcelona). És una escultura vertical davant de la Fundació Mies van der Rohe (la reconstrucció del pavelló alemany de l'Exposició Universal de 1929). Vegeu una altra imatge a flickr.
- Forma i espai (1966), d'acer, a l'Avinguda Coll i Alentorn (Barcelona).
- Vaca, al Museu d'escultures a l'aire lliure, de Monistrol de Calders (el Moianès).
- Relleus amb al·legories del port i del desenvolupament ecooòmic del món rural (1961) a la façana de l'antiga seu del Banc Rural i Mediterrani, actualment edifici Zara (Barcelona, Passeig de Gràcia / Gran Via)

## Escultures a museus
- Bust de Noi Coreà (1937), col·lecció del MNAC.
- Maternitat, Fundació Fran Daurel, Poble Espanyol, Barcelona (cercar la foto sota "col·lecció - escultura").
- Collage, Fundació Fran Daurel, Poble Espanyol, Barcelona (cercar la foto sota "col·lecció - escultura").

## Exposicions
Entre altres:
- Eudald Serra, escultures i viatges. Rastres de vida, retrospectiva al Palau de la Virreina, Barcelona (1998)
- Forma, signo y realidad. Escultura española 1900-1935, col·lectiva (2010), Fundación Museu Jorge Oteiza, Altzuza, Navarra.